# Ястшембе (Сілезьке воєводство)
Ястшембе (пол. Jastrzębie, нім. Habicht) — село в Польщі, у гміні Рудник Рациборського повіту Сілезького воєводства.
Населення — 160 осіб (2011).
У 1975-1998 роках село належало до Катовицького воєводства.

## Демографія
Демографічна структура станом на 31 березня 2011 року:
|          | Загалом | Допрацездатний вік | Працездатний вік | Постпрацездатний вік |
| -------- | ------- | ------------------ | ---------------- | -------------------- |
| Чоловіки | 83      | 15                 | 55               | 13                   |
| Жінки    | 77      | 19                 | 45               | 13                   |
| Разом    | 160     | 34                 | 100              | 26                   |